# مومباسا ایر سافاری
مومباسا ایر سافاری (به انگلیسی: Mombasa Air Safari) یک شرکت هواپیمایی است که در تاریخ ۱۹۸۵ میلادی تأسیس شده است.